# Eugene Martin
 Eugene Martin  va ser un pilot de curses automobilístiques francès que va arribar a disputar curses de Fórmula 1.
Martin va néixer el 24 de març del 1915 a Suresnes, Illa de França. Va morir el 12 d'octubre del 2006 a Rochelle.

## A la F1
Va participar en la primera cursa de la història de la Fórmula 1, el GP de la Gran Bretanya disputat el 13 de maig del 1950, que formava part del campionat del món de la temporada 1950 de F1, on va participar en dues curses.
Eugene Martin no va sumar cap punt pel campionat, però va participar en diverses curses no puntuables pel campionat de la F1.

## Resultats a la F1
| Any  | Equip       | Xassís              | Motor      | 1       | 2   | 3   | 4       | 5   | 6   | 7   | Posició | Punts |
| ---- | ----------- | ------------------- | ---------- | ------- | --- | --- | ------- | --- | --- | --- | ------- | ----- |
| 1950 | Lago-Talbot | Lago-Talbot T26C-DA | Straight-6 | GBR Ret | MON | 500 | SUI Ret | FRA | BEL | ITA |         | 0     |

### Resum
| Curses: | Victòries: | Pòdiums: | Poles: | Voltes ràpides: | Punts: |
| ------- | ---------- | -------- | ------ | --------------- | ------ |
| 2       | 0          | 0        | 0      | 0               | 0      |